# 化石 (期刊)
《化石》，创刊于1973年，是一种中国科学院古脊椎动物与古人类研究所主办、中国科学院主管的科普杂志。《化石》杂志以介绍化石为核心，向公众介绍地质学、古生物学、进化生物学、古人类学、史前考古学以及古生态、古环境相关的科学知识。刊名由郭沫若题写。